# Davivienda
Davivienda é um banco colombiano, parte do Grupo Bolivar. Em 2006, adquiriu o Bancafé do governo da Colômbia por um valor de US$ 2,2 bilhões. Em 2012, adquiriu por US$ 801 milhões as unidades do HSBC na Costa Rica, em El Salvador e em Honduras, passando a operar na América Central. Em 2015, era o terceiro maior banco colombiano em número de ativos e de lucros.